# Charles Quatermaine
Charles Quatermaine (30 de dezembro de 1877, Richmond, Londres – 18 de agosto de 1958, Sussex) foi um ator de teatro e cinema britânico. Atuou na Broadway e era irmão do também ator Leon Quartermaine.

## Filmografia selecionada
- The Lady Clare (1919)
- Westward Ho! (1919)
- The Face at the Window (1920)
- A Man of Mayfair (1931)
- Drake of England (1935)